# San Pedro Pinula
San Pedro Pinula est une ville du Guatemala dans le département de Jalapa.